# Прозорі вітражі
«Прозорі вітражі» (рос. «Прозра́чные витражи́») — науково-фантастична повість Сергія Лук'яненко, заключна частина трилогії «Лабиринт отражений».
Повість була написана з ініціативи Андрія Черткова спеціально для публікації на сайті інтернет-магазину «Озон», де Чертков працював тоді відповідальним редактором, і публікувалась щонеділі по главам літом-осінню 1999 року, причому відвідувачі магазину могли залишати до кожної глави свої коментарі. Це була одна із перших спроб інтерактивної мережевої літератури у російській фантастиці.
Дотепер повість виходила лише у складі збірок.